# 画登軒春芝
画登軒 春芝（がとけん しゅんし、生没年不詳）とは、江戸時代の大坂の浮世絵師。

## 来歴
春好斎北洲の門人かといわれる。画登軒、登龍軒、春芝と号す。大坂の人で二ツ井戸に住む。作画期は文政8年（1825年）から天保の頃にかけてで、役者絵を残している。二代目尾上多見蔵を描いたものが多い。

## 作品
- 「けいせい月の戸・藤川友吉　鹿子勘兵衛実は鳥居又助・市川鰕十郎　けいせい万国・市川三光」　大判錦絵3枚続　池田文庫所蔵　※文政8年正月、大坂角の芝居『傾城百万国』より。画寿軒春朝との合作
- 「奴百度平・尾上多見蔵」　中判錦絵　池田文庫所蔵　※文政9年3月、大坂大西芝居『幼稚子敵討』
- 「尾花才三・尾上多見蔵　娘おこま・尾上梅之丞　白木屋喜蔵・中村友三」　大判錦絵2枚続　池田文庫所蔵　※文政9年8月、大坂若太夫芝居『扇競錦絵姿』
- 「奴弥正平・尾上多見蔵」　大判錦絵　池田文庫所蔵　※文政9年8 - 11月頃、若太夫芝居『旧礎花大樹』より。画中に「狂ひ咲するや小春の梅のはな　松朝」の句あり
- 「久三ノ小助・尾上多見蔵」　大判錦絵　池田文庫所蔵　※文政9年8 - 11月頃、若太夫芝居『新板歌祭文』
- 「道風・沢村源之助　とつこの駄六・片岡市蔵」　大判錦絵2枚続　池田文庫所蔵　※文政11年5月頃、若太夫芝居『小野道風青柳硯』
- 「三番叟・尾上多見蔵」　大判錦絵　池田文庫所蔵　※天保2年（1831年）11月、大坂中の芝居
- 「尾上多見蔵の楽屋姿」　大判錦絵　池田文庫所蔵　※文政10年頃
- 「娘お七・尾上多見蔵」　大判錦絵
- 「香具屋弥兵衛・尾上多見蔵」　錦絵
- 「中野藤兵衛・尾上多見蔵」　錦絵